# 1710
1710 (MDCCX) a fost un an obișnuit al calendarului gregorian, care a început într-o zi de marți.

## Evenimente
- 20 noiembrie: Poarta declară război Rusiei, încercînd să stăvilească influența crescândă pe care aceasta începea să o aibă în bazinul nordic al Mării Negre și în Balcani. Ostilitățile care durează pînă în iulie 1711, se vor desfășura și pe teritoriul Moldovei. De partea armatelor ruse va trece cu o parte din cavaleria Țării Românești, spătarul Toma Cantacuzino, care va participa la cucerirea Brăilei.

### Nedatate
- noiembrie: A doua domnie în Moldova a lui Dimitrie Cantemir (1710-1711), marcată de alianța cu Rusia lui Petru cel Mare și de înfrîngerea trupelor moldo-ruse de către otomani în Bătălia de la Stănilești. Fostul domnitor se refugiază în Rusia, unde se va stabili definitiv și își va continua activitatea științifică.

## Nașteri
- 15 februarie: Ludovic al XV-lea al Franței, rege al Franței și Navarrei (d. 1774)
- 12 martie: Thomas Augustine Arne, compozitor britanic (d. 1778)
- 22 noiembrie: Wilhelm Friedemann Bach, compozitor și organist german (d. 1784)

## Decese
- 28 aprilie: Mihály Ács (fiul) (Aachs sau Aács), 38 ani, scriitor eclesiastic evanghelic maghiar (n. 1672)
- 13 mai: Heinrich, Duce de Saxa-Römhild, 59 ani (n. 1650)
- 7 iunie: Louise de la Vallière, 65 ani, metresa regelui Ludovic al XIV-lea al Franței (n. 1644)
- 16 noiembrie: Împăratul Higashiyama al Japoniei, 34 ani (n. 1675)